# Know your customer
Als Know your customer (KYC; deutsch: ‚kenne deinen Kunden‘) wird eine insbesondere für Kreditinstitute und Versicherungen vorgeschriebene Legitimationsprüfung von bestimmten Neukunden zur Verhinderung von Geldwäsche bezeichnet.

## Hintergründe
Mit der Begründung, Geldwäsche, kriminelle Machenschaften sowie Wirtschaftskriminalität und den Terrorismus zu bekämpfen, wurden international Mindeststandards zur Identifizierung von Neukunden geschaffen. Diese Regeln sollen verhindern, dass zum Beispiel über Scheinfirmen Gelder hin und her verschoben werden. Mit dem KYC muss so vor Eröffnung eines Kontos für Neukunden geprüft werden, wer der Kunde ist, wie das Geschäftsmodell aussieht und woher die Finanzströme stammen.

### Rechtsgrundlage
Maßgebliche Grundlage für das KYC-Erfordernis europäischer Finanzunternehmen sind in Deutschland die §§ 10 bis 17 des Geldwäschegesetzes (Sorgfaltspflichten in Bezug auf Kunden), die europarechtlich auf den Artikel 10 bis 29 der 4. EU-Anti-Geldwäsche-Richtlinie, ergänzt durch die 5. EU-Anti-Geldwäsche-Richtlinie, beruhen. Von der generellen Prüfung ausgeschlossen werden können „Standard-Kleinkunden“, die weder besonders umfangreiche noch besonders außergewöhnliche Geschäfte tätigen wollen und vorab in eine entsprechend sichere Risikoklasse eingeteilt wurden.
Diese Prüfungen sind auch unter dem Gesichtspunkt verschiedenster Gesetze und Regelungen zur Terrorismusbekämpfung und Compliance wichtig. Insbesondere verbieten verschiedenste Ländergesetze und Regelungen von internationalen Organisationen Geschäfte mit bestimmten Personen und Ländern. Sollten zum Beispiel die speziellen Regelungen der Vereinigten Staaten von Amerika nicht eingehalten werden, so drohen den Finanzunternehmen von empfindlichen Geldstrafen über Haftstrafen für die leitende Mitarbeiter bis hin zur Entziehung der gesamten Geschäftserlaubnis in den USA. Daneben ist das Reputationsrisiko, das durch Negativschlagzeilen bei mangelnder Kontrolle entstehen kann, nicht zu unterschätzen.

### Zu erfassende Informationen
Bei natürlichen Personen müssen insbesondere die Art der Berufstätigkeit und der Zweck der Geschäftsbeziehung erfasst werden.
Bei juristischen Personen müssen unter anderem Art der Gesellschaft, Tätigkeit, Branche, Branchencode, Anzahl der Mitarbeiter, Besitzverhältnisse und Firmenstruktur sowie die wichtigsten (erwarteten) Finanzkennziffern erfasst werden.
Weiterhin muss generell die Herkunft von Geldern und Vermögen geklärt werden. Auch die Details der geplanten Kundenbeziehung wie Umfang und z. B. Zahlungsverkehrsarten müssen erfasst werden.
Bei politisch exponierten Personen (PEP) muss auch die Funktion samt Ausübungsort dieser festgehalten werden.
Alle an der Erstellung des KYCs maßgeblich mitwirkenden Personen sowie spätere Änderungen an dem KYC-Hauptdokument müssen ebenfalls protokolliert werden.